# The Time Machine
The Time Machine är en amerikansk science fiction-film från 2002 i regi av Simon Wells, baserad på H.G. Wells bok Tidmaskinen. Filmen utspelar sig på 1890-talet, 2030-talet och 800000 år fram i tiden.

## Handling
Året är 1899 i New York. Efter att vetenskapsmannen Alexander Hartdegens flickvän Emma mördas vid ett rån blir han besatt av tanken på att förhindra händelsen och ägnar flera år åt att bygga en tidsmaskin. 1903 är han klar och reser tillbaka i tiden, men misslyckas med att rädda Emma som nu istället blir påkörd i en olycka. Det är som om det vore meningen att hon skulle dö.
Hartdegen beslutar sig för att försöka hitta svar i framtiden istället och startar maskinen. När han efter mer än 100 år ser en flimrande reklamskylt med texten "The Future Is Now" (framtiden är här) gör han sitt första stopp och har då nått år 2030. Reklamskylten marknadsför planeringen av kolonier på månen. På ett bibliotek talar han med hologramet Vox, uppkopplad till all världens kunskap. Vox förnekar dock att tidsresor är möjliga så Alexander bestämmer sig för att resa en bit ytterligare. Han kommer inte långt, redan 7 år senare skakas han om av kraftiga explosioner och stannar maskinen bara för att mötas av krigsliknande scener. Av några evakueringarbetare får han veta att sprängningsarbetena med månkolonierna gått fel, och hela månen håller på att brytas sönder. Han flyr till tidsmaskinen som han hinner starta, men slås medvetslös av kraftiga explosioner.
När Alexander kvicknar till och stannar maskinen har han nått 800000 år fram i tiden. Han träffar på en grupp överlevande människor som bor primitivt i hyddliknande hus på klippvägar. De kallar sig eloi. En av dem, Mara kan tala engelska. Språket kallas för "stenspråket" då bokstäverna finns på bevarade uråldriga stenfragment. Snart visar det sig att eloi inte är den enda människorasen på jorden. I underjorden lever morlocks, ledda av telepatiska über-morlocks.

## Rollista
| Guy Pearce      | – Alexander Hartdegen      |
| Mark Addy       | – David Philby             |
| Phyllida Law    | – Mrs. Watchit             |
| Sienna Guillory | – Emma                     |
| Samantha Mumba  | – Mara                     |
| Max Baker       | – Rånaren                  |
| Yancey Arias    | – Toren                    |
| Jeremy Irons    | – Über-Morlock             |
| Orlando Jones   | – Vox 114                  |
| Myndy Crist     | – Kvinna med cykel år 2030 |